# Гусейнов, Айдын Насир оглы
Айдын Насир оглы Гусейнов (азерб. Hüseynov Aydın Nəsir oğlu; род. 10 февраля 1962, Чатах, Товузский район) — депутат парламента Азербайджана V, VI, VII созывов.

## Биография
Родился 10 февраля 1962 года в селе Чатах Товузского района. Окончил механико-математический факультет Азербайджанского государственного университета. Также окончил факультет финансов Азербайджанского государственного экономического университета.
С 1985 по 1988 год являлся главным лаборантом Института нефтехимических процессов НАНА.
С 1988 по 1991 год — секретарь комсомола Гарадагского районного комитета комсомола, инструктор, начальник организационного отдела.
С 1991 года — заместитель начальника Гарадагского районного отделения Азербайджанского сберегательного банка. С 1994 года — заместитель начальника отделения кредитования и коммерции Бакинского Акционерного коммерческого сберегательного банка.
С 1996 года — главный экономист отдела налоговой политики и международных налоговых отношений Главного Управления государственных доходов и контроля за налогами Министерства финансов Азербайджана.
С 1997 года — начальник финансового управления Гарадагского района Баку. С 1999 года — начальник финансового управления г. Сумгаит. С 2000 года — начальник финансового управления Сабаильского района г. Баку.
С 2009 по 2013 год — начальник казначейского управления №7 Наримановского района Агентства государственного казначейства Министерства финансов Азербайджана. С 2013 по 2015 год — начальник казначейского управления №9 Сабаильского района Агентства государственного казначейства Министерства финансов Азербайджана.
Член ревизионной комиссии партии Новый Азербайджан. Председатель Гарадагского отделения партии.
Депутат парламента Азербайджана V, VI созывов. Работал членом комитета по экономической политике, промышленности и предпринимательству, комитета по аграрной политике парламента.
В 2024 году на парламентских выборах в Азербайджане, которые состоялись 1 сентября, одержал победу в Гарадагском избирательном округе №37. Официально стал депутатом Милли Меджлиса Азербайджана седьмого созыва, первое заседание которого состоялось 23 сентября 2024 года.
Руководитель межпарламентской рабочей группы Азербайджан — Бангладеш.
Член делегации Азербайджана в Азиатской парламентской ассамблее.